# Воронцово (Гороховецкий район)
Воронцово — упразднённая деревня в Гороховецком районе Владимирской области России.

## География
Урочище находится в восточной части области, в зоне хвойно-широколиственных лесов, вблизи истока реки Сингер (левый приток Важни), к югу от автодороги М7, на расстоянии 9 километров (по прямой) к юго-западу от города Гороховец, административного центра района.

### Климат
Климат характеризуется как умеренно континентальный. Средняя температура воздуха самого холодного месяца (января) — −11,2 °C (абсолютный минимум — −45 °С), средняя температура воздуха самого тёплого месяца (июля) — +18,4 °С (абсолютный максимум — +38 °С). Безморозный период длится около 139 дней. Годовое количество атмосферных осадков составляет около 556 мм, из которых 387 мм выпадает в период с апреля по октябрь. Снежный покров держится в среднем около 149 дней.

## История
В «Списке населенных мест Владимирской губернии по сведениям 1859 года» населённый пункт упомянут как владельческая деревня Гороховецкого уезда, расположенная в 11 верстах от уездного города. В деревне насчитывалось 14 дворов и проживало 52 человека (26 мужчин и 26 женщин).
По состоянию на 1905 год, в Воронцове имелось 12 дворов и проживало 90 человек. В административном отношении деревня входила в состав Красносельской волости.
По данным 1926 года, в деревне имелось 14 хозяйств (в том числе 13 крестьянских) и проживало 62 человека (26 мужчин и 36 женщин). Являлась частью Быльцынского сельсовета Гороховецкой волости Вязниковского уезда.
На момент упразднения входила в состав Чулковского сельсовета Гороховецкого района. Упразднена решением облисполкома № 773 от 26 июня 1974 года как фактически не существующая.